# گورستان زنجیرلی‌کویو

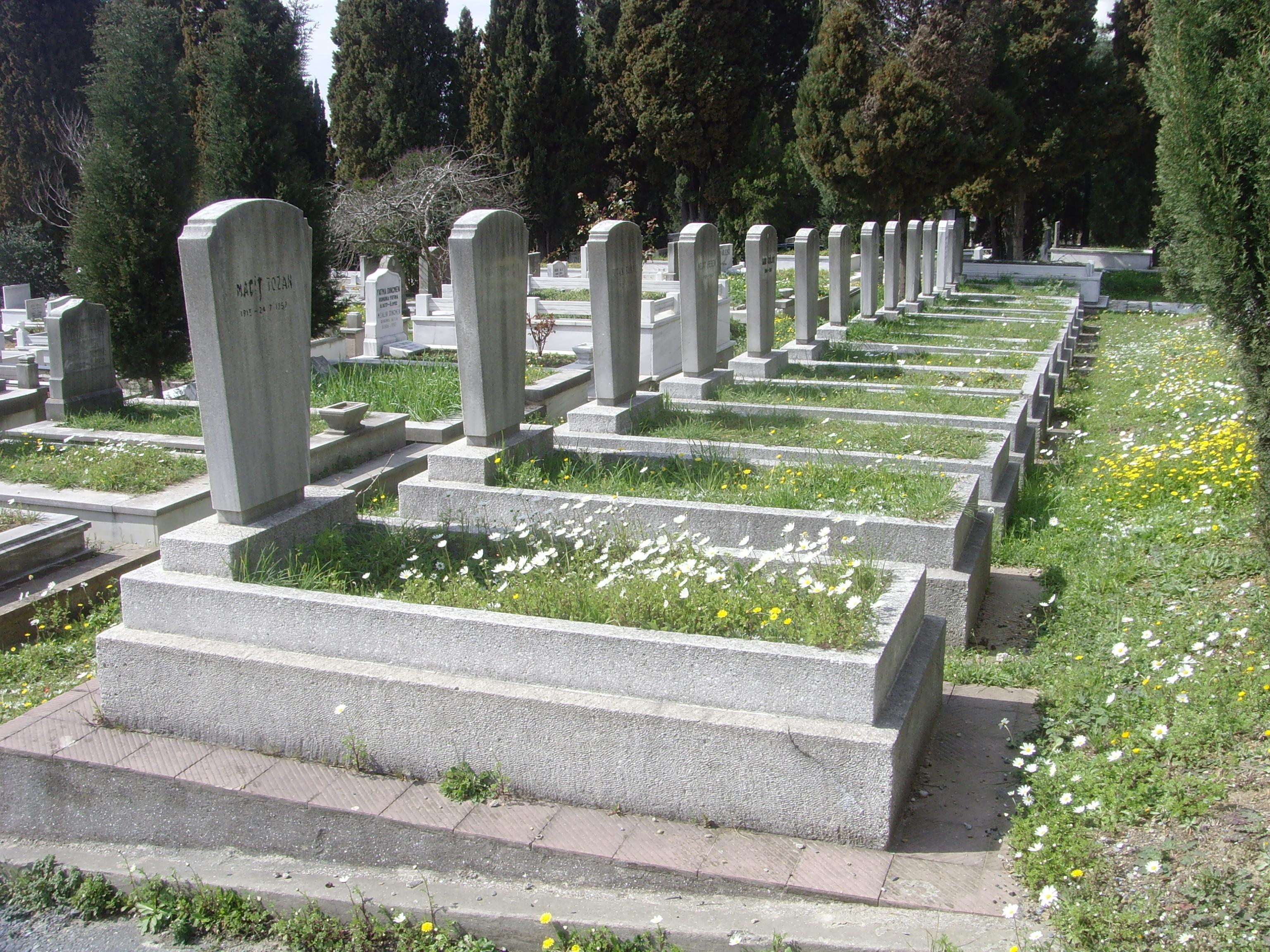
نمای قبرها در گورستان زنجیرلی‌کویو

گورستان زنجیرلی‌کویو (ترکی استانبولی: Zincirlikuyu Mezarlığı) قبرستانی جدید در بخش اروپایی استانبول ترکیه است که توسط شهرداری شهر اداره می‌شود. بسیاری از چهره‌های برجستهٔ دنیای سیاست، تجارت، ورزش و هنر ترکیه در این قبرستان به خاک سپرده شده‌اند.
گورستان واقع خیابان بویوک‌دره در زنجیرلی‌کویو، منطقه شیشلی بین محله‌های اسن‌تپه و لوانت قرار دارد. این نخستین گورستان استانبول است که بر اساس معماری معاصر ساخته شده‌است.

## گورهای مشهور
- سعید فائق آباسیانیک (۱۹۰۶–۱۹۵۴)، نویسنده
- زکی آلاسیا (۱۹۴۳–۲۰۱۵)، بازیگر و کارگردان
- صدری آلیشیک (۱۹۲۵–۱۹۹۵)، بازیگر فیلم
- اوغوز آرال (۱۹۳۶–۲۰۰۴)، کاریکاتوریست سیاسی
- دویگو آسنا (۲۰۰۶–۱۹۴۶)، مقاله‌نویس، نویسنده
- فالح ریفکی آتای (۱۸۹۴–۱۹۷۱)، روزنامه‌نگار، نویسنده و سیاستمدار
- تورهان بایتوپ (۱۹۲۰–۲۰۰۲)، گیاه‌شناس
- اکرم بورا (۱۹۳۴–۲۰۱۲)، بازیگر فیلم
- بهیچه بوران (۱۹۱۰–۱۹۸۷)، جامعه‌شناس مارکسیست، سیاستمدار و نویسنده
- Orhan Boran (1928-2012)، کمدین، میزبان رادیو و تلویزیون
- احسان صبری چاغلایانگیل (۱۹۰۸–۱۹۹۳)، سیاستمدار، وزیر امور خارجه و رئیس مجلس سنا
- فاروغ نفیز چاملیبل (۱۸۹۸–۱۹۷۳)، شاعر و سیاستمدار
- نجات اجزاجی‌باشی (۱۹۱۳–۱۹۹۳)، شیمیدان و بازرگان
- شاکر اجزاجی‌باشی (۱۹۲۹–۲۰۱۰)، داروساز، عکاس و تاجر
- چتین امج (۱۹۳۵–۱۹۹۰)، روزنامه‌نگار
- رفیق اردوران (۱۹۲۸–۲۰۱۷)، نمایشنامه‌نویس، نقاش و نویسنده[۱]
- نهاد اریم (۱۹۱۲–۱۹۸۰)، حقوقدان، سیاستمدار و نخست‌وزیر
- محسن ارطغرل (۱۸۹۲–۱۹۷۹)، بازیگر و کارگردان
- آیشن گرودا (۱۹۴۴–۲۰۱۹)، بازیگر[۲]
- آیسل گورل (۱۹۲۹–۲۰۰۸)، بازیگر و ترانه‌سرا[۳]
- مسلم گورسس (۱۹۵۳–۲۰۱۳)، خواننده و بازیگر
- فیکرت هاکان (۲۰۱۷–۱۹۳۴)، بازیگر
- رفعت ایلگاز (۱۹۱۱–۱۹۹۳)، نویسنده، شاعر و داستان،[۴]
- آیهان ایشیک (۱۹۲۹–۱۹۷۹)، بازیگر فیلم
- اردال اینونو (۱۹۲۶–۲۰۰۷)، دانشمند
- عبدی ایپکچی (۱۹۲۹–۱۹۷۹)، روزنامه‌نگار و روشنفکر
- اسماعیل جم ایپکچی (۲۰۰۷–۲۰۰۷)، سیاستمدار، روزنامه‌نگار و مدرس
- رمزی آیدین جونتورک (۱۹۳۶–۱۹۸۷)، کارگردان، تهیه‌کننده فیلم، فیلمنامه‌نویس، نقاش و شاعر
- فریدون کاراکایا (۱۹۲۸–۲۰۰۴)، بازیگر کمدی
- رفعت هالیت کارای (۱۸۸۸–۱۹۶۵)، نویسنده و روزنامه‌نگار[۵]
- عمر کاوور (۱۹۴۴–۲۰۰۵)، کارگردان، تهیه‌کننده فیلم و فیلمنامه‌نویس
- اورهان کمال (۱۹۱۴–۱۹۷۰)، رمان‌نویس
- یاسر کمال (۱۹۲۳–۲۰۱۵)، رمان‌نویس
- وحبی کوچ (۱۹۰۱–۱۹۹۶)، کارآفرین و زمانی ثروتمندترین فرد ترکیه
- مصطفی کوچ (۱۹۶۰ تا ۲۰۱۶)، بازرگان و رئیس کوچ هلدینگ
- بهجت نجاتیگیل (۱۹۱۶–۱۹۷۹)، شاعر
- مرال اوکای (۱۹۵۹–۲۰۱۲)، بازیگر و فیلمنامه‌نویس
- یامان اوکای (۱۹۵۱–۱۹۹۳)، بازیگر
- علی فتحی اوکیار (۱۸۸۰–۱۹۴۳)، دیپلمات، سیاستمدار، نخست‌وزیر و رئیس پارلمان
- زکی اکتن (۱۹۴۱–۲۰۰۹)، کارگردان فیلم
- تورکان رادو (۲۰۰۷–۱۹۱۵)، اولین استاد زن دانشکده حقوق در ترکیه
- مهمت سابانجی (۱۹۶۳–۲۰۰۴)، بازرگان
- ساکیپ سابانجی (۱۹۳۳–۲۰۰۴)، کارآفرین و دومین ثروتمند ترکیه
- حسن ساکا (۱۹۶۰–۱۸۸۵)، سیاستمدار و نخست‌وزیر
- شکری سراج‌اوغلو (۱۸۸۷–۱۹۵۳) نخست‌وزیر و رئیس باشگاه فنرباغچه
- ترکان سایلان (۱۹۳۵–۲۰۰۹)، پروفسور، مربی
- عمر سیف‌الدین (۱۸۸۴–۱۹۲۰)، رمان‌نویس
- سوگی سویسال (۱۹۳۶–۱۹۷۶)، رمان‌نویس زن
- روشی سو (۱۹۱۲–۱۹۸۵)، خواننده موسیقی محلی
- کمال سورنال (۱۹۴۴–۲۰۰۰)، بازیگر فیلم و کمدین
- آتیفت سونای (۱۹۰۳–۲۰۰۲)، پنجمین بانوی اول ترکیه،[۶]
- نعیم تالو (۱۹۱۹–۱۹۹۸)، اقتصاددان، بانکدار، سیاستمدار و نخست‌وزیر
- عبدالهاک حامد تارهان (۱۹۳۵ ۱۸۵۲)، شاعر و نمایشنامه‌نویس
- سلچوک اولوئرگوون (۱۹۴۱–۲۰۱۴) بازیگر
- نجات اویگور (۱۹۲۷–۲۰۱۳)، بازیگر، کمدین